# Dharavandhoo
Dharavandhoo är en ö i Maldiverna.  Den ligger i den norra delen av landet, 115 km nordväst om huvudstaden Malé. Geografiskt är den en del av Södra Maalhosmadulu atoll och tillhör administrativt Baa atoll.  Sedan 2012 finns en inrikesflygplats, Dharavandhoo Airport, på ön. 
Tropiskt monsunklimat råder i trakten. Årsmedeltemperaturen i trakten är 20 °C. Genomsnittlig årsnederbörd är 2 146 millimeter. Den regnigaste månaden är november, med i genomsnitt 363 mm nederbörd, och den torraste är februari, med 52 mm nederbörd.